# Olympic Valley
Olympic Valley (dříve Squaw Valley) je obec ve státě Kalifornie, USA. Rozkládá se v nadmořské výšce asi 1890 m n. m. v pohoří Sierra Nevada poblíž jezera Tahoe nedaleko hranice s Nevadou.
Původně hornická obec, dnes známá hlavně jako lyžařské středisko, proslula především pořádáním VIII. zimních olympijských her v roce 1960.
Se 7777 obyvateli je Olympic Valley nejmenší obec[zdroj?], která kdy hostila olympijské hry.
Roku 1968 byla vybudována visutá lanová dráha, jež návštěvníky vyveze až do výše 2463 m n. m. Kromě sjezdovek Olympic Valley skýtá i možnost bruslení, jízdy na koni, nachází se zde plavecký bazén, vířivky, tenisové kurty i kino.
V srpnu se zde každoročně koná konference spisovatelů, na níž se setkávají autoři z mnoha zemí světa.